# Chilicola prosopoides
Chilicola prosopoides là một loài Hymenoptera trong họ Colletidae. Loài này được Ducke mô tả khoa học năm 1907.